# مسكر (سيدي بوصبر)
مسكر هي إحدى مشيخات المملكة المغربية، تتبع جغرافيا لإقليم وزان وإداريًا لسيدي بوصبر. يقدر عدد سكانها بـ 4431 نسمة حسب الإحصاء الرسمي للسكان والسكنى لسنة 2004.